# RICO法
威力脅迫及び腐敗組織に関する連邦法（Racketeer Influenced and Corrupt Organizations Act, RICO Act）、RICO法（りこほう）とは、アメリカ合衆国の連邦法「第18編 刑法及び刑事訴訟法、第1部 犯罪」の第96章（第1961条 - 第1968条）及び第95章（第1951条 - 第1960条）に定められた刑事法。
特定の違法行為によって不正な利益を得るラケッティア活動（racketeering activity) によって組織的犯罪を行う組織（enterprise) の活動を規制し、犯罪行為に対する刑事罰と被害回復の方法（民事責任）を規定する。

## 概要

### 構成
原文の章（Chapter）及び条（Section）の構成（暫定訳）。「ラケッティア」また「ラケッティアリング」には、政府公式訳はまだ存在しないが、罰則を定めた第95章のとおり比較的範囲が広い。
第95章 ラケッティア行為について（Racketeering）

1951条　脅迫及び暴力による商取引に対する干渉
1952条　ラケッティア組織に資する越州境または外国への移動又は輸送
1953条　賭博用具の越州境輸送
1954条　従業員のための給付制度の運営に影響を与える募集、受諾、勧誘
1955条　違法賭博事業の禁止
1956条　金融商品に関する資金洗浄
1957条　指定違法行為から生じた収益の送金への関与
1958条　嘱託殺人に関する越州境の商業サービスの利用
1959条　ラケッティア行為活動の助長に資する暴力
1960条　無免許送金事業の禁止
第96章　ラケッティアに関与し腐敗した組織について（Racketeer Influenced and Corrupt Organizations）

1961条　定義
1962条　禁止活動
1963条　罰則
1964条　民事救済
1965条　場所及び手続
1966条　拡大適用の範囲
1967条　証拠
1968条　民事捜査の要請

### 組織犯罪に関する定義
組織的なラケッティアまたは腐敗の疑いがあるとして捜査されうるものは次のとおり（第96章1961条）。
1. 殺人、誘拐、賭博、放火、強盗、贈収賄、恐喝、わいせつ物の取引、規制物質法に定められた規制薬物または規制化学物質の取引であって、州法により1年以上の懲役が課されうる行為
2. 第18編（刑法及び刑事訴訟法）のうち、贈収賄、スポーツ賄賂、偽造、盗難品輸送、年金基金の横領、郵便・通信詐欺、犯罪捜査妨害、パスポート偽造行使、パスポート使用上の過失、ビザや許可証その他文書の関する詐欺及び使用上の過失、不当な日雇労働や奴隷化や人身売買、営業妨害や強盗や強要行為、ラケッティア行為、児童からの性的搾取、盗難車両の州境外輸送、偽造電磁的商品取引、著作権侵害、音楽等生演奏の無許可での録音録画及び無許可での取引、偽造エンブレム等を使用した商品またはサービスの取引、特定の自動車及び自動車部品の取引、密輸煙草の売買、強制売春、生物兵器取扱、化学兵器取扱、核物質取扱に関する行為、その他
3. 労働団体に対する不払い及び融資制限
4. 破産詐欺を含む破産手続上の不法行為、証券詐欺、犯罪的な商行為（重大な瑕疵ある製造品や違法化合物などの取引、輸入、受領、隠蔽、その他）
5. 通貨及び外国送金法により起訴されうる行為
6. 移民国籍法により起訴されうる行為（特定の外国人に対する宿泊場所の提供や入国支援、また不道徳な目的でする外国人の呼び寄せなどが、収益を目的としている場合）
7. 第2332b条(g)(5)(B)項に指定されたテロ行為[3]

## 沿革
1970年10月15日、リチャード・ニクソン政権において制定された組織犯罪対策法 (Pub.L. 91-452, 84 Stat. 922, Oct 15 1970) を含めた組織犯罪取締立法の一環として、RICO法は成立した。RICO法自体は、合衆国法典第18編第9章および第96章 (18 U.S.C. § 1961-1968) に収録されている。RICO法の制定直後である1970年代は、マフィアや麻薬カルテルなどの犯罪組織が、合法的に活動する一般の個人や企業の領域に「浸透 (infiltration) 」する行為を規制し、一般の個人および企業の活動を保護することを目的としていた。後に、RICO法はマフィアや違法薬物カルテルなどの犯罪組織に限らず、不法行為を行った個人や企業に対する処罰として、その適用範囲が拡大している。

### アメリカ合衆国議会による調査

#### 犯罪組織の影響
アメリカにおいて、組織犯罪の影響に関する関心が高まったのは、1950年代ごろであるとされている。組織犯罪の影響への関心の高まりは、全国的に活動する犯罪シンジケートによって、地方政府の行政府の職員を腐敗させ、多くの都市をその支配下に置くという危険性が指摘されたためであったとされている。また、地方警察における組織犯罪に対する対応力への懸念から、ロサンゼルス、ニューオリンズ、ポートランド等の大都市の市長から、連邦政府に対して、協力を要請する動きがあったとされている。1950年、人口3万人以上の市の市長で構成される、全米市長会議 (United States Conference of Mayors) において、地域社会における犯罪組織による影響が深刻な問題となっているという報告が行われた。この報告を基に、連邦政府および州政府の司法長官から成る、全米司法長官会議 (United States Department of Justice, The Attorney General's Conference on Organized Crime) が開催され、組織犯罪への対応を準備する勧告が下された。

#### 上院特別委員会の設置
1950年1月5日、テネシー州選出のアメリカ合衆国議会上院議員であるエステス・キーフォーヴァーが、上院司法委員会に、州際通商におけるゆすり、脅迫行為を伴う犯罪行為の実態解明のための組織の設置を主張したことを契機として、アメリカ合衆国上院に州際通商における組織犯罪に関する特別委員会 (Special Committee to Investigate Organized Crime in Interstate Commerce) 、通称、キーフォーヴァー委員会が設置され、組織犯罪に関する調査が行われた。委員会は、組織犯罪 (organized crime) が、法に違反した取引を促進するため、州際通商に関する施設を利用し、または、州際通商に影響を与えているか否かについて、また、組織犯罪に利用される個人、商店、会社の主体性について調査を行った。1951年、キーフォーヴァー委員会は、犯罪組織と呼ばれる存在がアメリカ国内にあり、一般の個人や企業などの合法的な活動に浸透している実態を明らかにした。1957年、ニューヨーク州オウェゴ郊外のアパラチンにおいて、マフィアによる秘密会議（アパラチン会議）が行われていたことが発覚し、組織犯罪に対する関心が再び高まり、連邦政府による組織犯罪に対する対策が求められるようになった。これを受けて、上院にマクレラン委員会が設置され、主に、マフィア (Mafia) 、または、コーサ・ノストラ (La Cosa Nostra) と呼ばれる犯罪組織による労働組合の搾取（暴力、脅迫によって労働組合が所有する基金から、不正な利益を得るなど）の実態が解明されることになった。

### 大統領委員会の報告
上記の合衆国議会による調査から発展し、1965年、リンドン・ジョンソン大統領は、法執行及び司法運営に関する大統領委員会 (The Commission on Law Enforcement and Administration of Justice) を設置した。委員会は様々な報告を発表し、その多くは、後の組織犯罪対策立法に一定の影響を与えたと言われている。この委員会報告に関して、RICO法に関係する内容は次の三点である。

#### 組織犯罪 (Organized Crime) の概念の確立
大統領委員会が想定した組織犯罪の概念は、マフィアやコーサ・ノストラなどの全国的に活動する犯罪組織を中核に置いた。そのような組織は、アメリカ合衆国人民と合衆国政府の規律の外で活動する社会であり、その社会において多数の犯罪者が犯罪に組織的に関与しており、その社会を律する法は、いかなる合法的な政府のそれよりも厳格であると定義した。しかし、上記のような単一の階層構造を有する結合体のみを、組織犯罪の主体として捉えてはおらず、「犯罪者集団 (criminal group) 」や「組織犯罪者集団 (organized criminal group) 」などの多様な形態をとる組織についても言及し、その危険性を考査している。

#### 組織犯罪の活動とその危険性
大統領委員会は、組織犯罪の活動は、伝統的な資金獲得の手段とされている賭博、高利貸し、麻薬売買、売春の斡旋が中心的なものであると想定しながら、合法的な事業への浸透、労働組合の搾取、公務員などの政府の活動への介入などの新しい犯罪組織の活動が、社会の脅威になりつつあることを指摘した。また、組織犯罪の性格は、暴力、強要、脱税などの違法な手段を以って、一般の個人や企業による合法的な事業に浸透し、違法な利益を享受することを目的としている、と定義付けた。さらに、このような犯罪組織は、利益を永続的なものとするために、公務員などの政府の活動に介入し、その機能を腐敗させる危険性があることを強調した。このことは、後のRICO法の法案制定の原動力となったとされている。

#### 大統領委員会勧告
大統領委員会の勧告の多くが、1970年の組織犯罪規制法に取り入れられたが、RICO法に対しては、直接言及された例はないとされている。間接的な例としては、組織犯罪対策における証拠収集機能の強化のため、特別大陪審 (special grand jury)を設ける措置などが挙げられる。委員会は、犯罪組織による一般の社会活動への浸透に対する対策として、政府による法執行機能だけに限らず、政府の様々な規制手段を用いるべきである主張した。その具体例として、民事法による犯罪組織の処罰が検討された。これは、刑事法において、被告人を有罪とするために厳格に要求される「合理的な疑いを超える (beyond the reasonable doubt) 」挙証責任よりも、被告を有罪とするに当たって、比較的緩やかな証明基準である民事法の「証拠の優越 (preponderance of evidence) 」を活用することによって、犯罪組織に効果的な規制を与えることができるという理由のためであったとされている。そのため、RICO法は、犯罪者に対して、刑事責任を課すほかに、民事責任を課している。また、特異な規定として、RICO法の民事訴訟規定は、反トラスト法に共通する懲罰的損害賠償規定（三倍損害賠償規定）を設けている。

## 用語

### RICO法における犯罪
RICO法は上述の7種類の犯罪類型（第96章1961条）と3種類の禁止行為（第1962条）、またこれらに関する共謀 (conspiracy) を犯罪と定めている。これに対応する条文は、合衆国法典第18編第1部第96章（第1961条から第1968条）である。3種類の禁止行為については以下の通り。

#### 第1962条(a)項
「ラケッティア活動の反復 (pattern of racketeering activity) 」から得た利益を、州際通商 (interstate commerce)において、「エンタープライズ (enterprise) 」に関する利益の取得、または、「エンタープライズ」の設立、運営のために利用する行為を禁止している。この条文の趣旨は、犯罪組織による一般社会への「浸透」の抑止、つまり、不法に獲得した利益を合法的な事業に投資することを禁ずることである。

#### 第1962条(b)項
「ラケッティア活動の反復 (pattern of racketeering activity) 」を通じて、「エンタープライズ」に関する利益、もしくは、「エンタープライズ」に対する支配の確立、またはその維持を禁止している。この規定は、前述の第1962条(a)項と並ぶ、合法的な個人または企業の活動に対する「浸透」のもう1つの類型である。(a)項と(b)項の違いは、以下の通り。
(a)項
ある犯罪によって「エンタープライズ」に関する利益等を獲得する行為を禁止する。ただし、その犯罪と「エンタープライズ」の利益の獲得との間において、関係性は考慮されない。
(b)項
ある犯罪を手段として実行し、その結果、「エンタープライズ」に関する利益等を獲得する行為を禁止する。
(b)項の例として、企業経営者を暴力で脅迫して、利益の一部を交付させる「脅迫」や、不法に高い利息を課し、暴力的な手段を用いて、利益を得る「高利貸し (loansharking) 」が挙げられる。

#### 第1962条(c)項
「ラケッティア活動の反復 (pattern of racketeering activity) 」を通じて、エンタープライズの「業務を遂行し、または、これに加担すること (participating in the conduct of the affairs) 」を禁止している。この規定は、浸透行為自体を禁止するものではなく、犯罪者が「エンタープライズ」において一定の地位を獲得することによって、「エンタープライズ」の運営を行うことを禁止している。よって、手段としての犯罪行為を行った結果、「エンタープライズ」の運営を行うすべての者（犯罪組織の性格を有するマフィア、ギャングから、元来そのような傾向を有さず、犯罪行為を行った個人、団体や企業まで含む）に対して、この規定が適用される。
RICO法が定める犯罪に関する規定のうち、実務上、適用が多い条項は、この第1962条(c)項である。これは、「エンタープライズ」の定義が、個人や法人から、犯罪組織、政治団体、サークルなどの事実上の団体までを包有するなど、その範囲が広いことに加え、ラケッティア行為の反復によるエンタープライズの運営の禁止規定により、犯罪組織を含めた「エンタープライズ」を、犯罪組織の構成員が「エンタープライズ」と判断された犯罪組織そのものを運営する行為を罰することができるためとされている。

#### 第1962条(d)項
上記の第1962条(a)項から(c)項のいずれかの共謀行為を禁止している。

### 「エンタープライズ (enterprise) 」
合衆国法典第18編第96章第1961条第4項において、「エンタープライズ (enterprise) 」とは、
「いかなる個人、組合、法人、社団、または合法的に組織された法的組織体 (legal entity) 、および、法的組織体ではない、個人が事実上結合した集団」
と定められている。

#### 「エンタープライズ」の解釈の変遷
RICO法の制定当時である1970年代は、主に、マフィアや違法薬物取引などの組織犯罪に対する適用を前提としていた。そのため、同法に規定されている「エンタープライズ」は、マフィアなどの犯罪組織によって「浸透」される、被害の客体として想定されていた。しかし、同法は、「ラケッティア活動の反復」によって「エンタープライズ」を運営する行為を犯罪として構成していたため、個人、団体、企業を意味する「エンタープライズ」と、「ラケッティア活動の反復」という犯罪活動の結合によって、「エンタープライズ」自体によって行われる組織的犯罪、「エンタープライズ犯罪 (enterprise criminality) 」という概念が生まれた。
「エンタープライズ」は個人および法律上、事実上の団体を含有する語句であり、その中には、合法的な企業、団体のほか、マフィアやギャングなどの犯罪組織を含む。そのため、犯罪組織が合法的な企業や労働組合を運営することを禁じるだけではなく、マフィアやギャング、人工妊娠中絶反対運動、環境保護団体、テロリスト、過激派、政府機関による組織的犯罪を包括するものとなった。
「エンタープライズ犯罪」の概念の構築によって、「エンタープライズ」の解釈もまた、判例によって変更されるようになった。1994年、アメリカ合衆国最高裁判所は、被告の人工妊娠中絶禁止を主張する個人および団体は、RICO法第1962条(c)項の「州際通商または外国通商に影響を与えるエンタープライズの行為 (the activities of which affect, interstate or foreign commerce) 」の解釈から導き出される「経済的目的 (economic purpose) 」を有するか否かという争点に対し、州際通商または外国通商に与える「影響 (affect) 」の意味は、「有害な影響 (detrimental influence) 」を有することであり、その解釈において、「経済的目的」を必ずしも要件として設ける必要はないと判示した。

### 「ラケッティア活動の反復 (pattern of racketeering activity) 」
「ラケッティア活動 (racketeering activity) 」は、違法行為によって利益を得る犯罪を総称する語句である。ラケッティア活動の要件は、合衆国法典第18編96章第1961条に規定された「前提となる犯罪 (predicate acts) 」が行われることである。「前提となる犯罪」の詳細は以下の通り。
- 殺人 、委託殺人、人身売買、誘拐、放火、窃盗、強盗、詐欺、横領、財物強要、賭博、偽造、贈収賄、資金洗浄、司法妨害、わいせつ物の取引、規制物質法に定められた規制薬物または規制化学物質の取引、その他、合衆国法典第18編に規定する連邦犯罪
- 著作権侵害
- 不法入国
- テロ行為

上述の通り、RICO法は多くの連邦犯罪を包括しているが、RICO法に規定された前述の特定の犯罪のみが、「前提となる犯罪」として、RICO法の処罰の対象となる。そして、RICO法の適用は、「ラケッティア活動」に該当する行為が、単に存在するのみでは足りず、ある一定の期間において、「反復 (pattern) 」として行われていることを要求する。これに対応する条文は、第1961条(5)である。第1961条(5)は、ある行為が「ラケッティア活動の反復」に該当するか否かの要件として、「過去10年以内に発生した、少なくとも2つ以上のラケッティア活動」を要求している。
合衆国最高裁は、「pattern (反復、類型) 」という概念に基づき、「ラケッティア活動の反復」を肯定するためには、2個の犯罪行為の間に「関連性 (relatedness) 」と「継続性 (continuity) 」が必要であると判示している。この意味は、2個の犯罪行為が孤立して実行されるなどの「孤立的、間欠的 (isolated or sporadic) 」であると評価されるか否かという意味合いにおいて、それを否定できる「関連性」を有していること、かつ、一定の時間的間隔を置いた複数の行為が実行される「継続性」が認められること、もしくは、犯罪行為、または、エンタープライズの性格によって、特定の犯罪が繰り返される「継続のおそれ (threat of continuity) 」が認められることの2つの要件が充足することを求めている。

### 「業務の遂行 (conduct the affairs) 」
RICO法の犯罪規定のうち、実務上適用されることが多い第1962条(c)項は、「ラケッティア活動の反復」を通じて、「エンタープライズ」の「業務の遂行に加担する (participating in the conduct of the affairs) 」ことを犯罪と規定している。RICO法が収録されている合衆国法典には、この「業務の遂行に加担する」行為の具体的意味について、定義した部分は存在していない。しかし、合衆国最高裁は、業務の「遂行 (conducting) 」に加担することを証明するためには、「業務を指示することのできる一定の地位を占めることが必要 (one must have some part in directing its affairs) 」と判示した。
この意味は、組織において運営を指示し、決定する上級幹部のみを指すのではなく、他人の命令を実行する下位の構成員や中間管理職の立場にある者も含まれ、彼らは事業の一面を指示する点で、「一定の役割 (some part) 」を果たすと解されている。また、判例の中には、公務員に贈賄を行った者が、政府機関の「業務の遂行に関わり、または、加担した」として有罪判決を受けた例があるほか、会社の財務報告を行う弁護士または会計士は、その組織に属さない社外の存在であったとしても、会社の業務を指示する立場にあると解釈されている。

## 罰則
RICO法における犯罪を犯した者は、最高20年の拘禁刑（前提となる犯罪に終身刑が法定刑として規定されていた場合は終身刑）、および、罰金刑に処せられる。罰金の金額は、個人の場合については、25万ドル以下、組織体については、50万ドル以下の罰金、または、犯罪行為の実行によって生じた利益または損害額の2倍以下の罰金のうち、いずれか大きい方によって決定される。また、この罰金刑とは別に、刑罰としての刑事没収刑が、RICO法において科せられている。

### 刑事没収
刑事没収の概念は、古くは、イギリスにおいて反逆罪 (treason) その他の重罪の有罪判決の結果、犯罪者の財産を国王に帰属させる、コモン・ロー上の刑罰に由来する。植民地時代のアメリカにおいて、コモン・ローに由来する刑事没収が刑罰として適用されていたが、その過酷な適用に対する嫌悪から、アメリカ法はアメリカ合衆国憲法が刑事没収について、大幅に制限したとされている。
RICO法違反の罪で有罪判決を受けた者は、RICO法に違反して獲得したすべての収益だけではなく、エンタープライズに関して被告人が有するすべての利益が、連邦政府に選択的に没収される。また、被告人がそのような没収から自身の資産を守るために行われる、資産逃れや処分行為を制限するため、没収の対象となる資産に対して、差押え命令を得ることができると定められている。

## 民事RICO法
RICO法に基づく私人の民事訴訟は、RICO法の制定において、政府の司法警察活動などの法執行機能を補完するものと位置付けられていた。これは、私人の法執行と政府の法執行の協調によって組織犯罪に対応する狙いがあったとされている。
RICO法の民事損害賠償訴訟に関する規定は、第1964条(c)項に定められている。この条文では、RICO法が定める犯罪によって「事業または財産に損害を受けた者 (any person injured in his business or property)」による民事損害賠償訴訟を認め、かつ、三倍損害賠償請求や合理的な弁護士費用を含めた裁判費用の請求に関する規定を設けている。
しかし、RICO法の民事救済規定は、「エンタープライズ」の定義の広範性を原因とする訴訟の増加と三倍損害賠償請求規定から、有用性にまつわる議論が行われ、一部の規定に関しては、改正が行われた。この節では、民事RICO法の問題点とそれにまつわる議論、法改正について詳述する。

### 民事RICO法の問題点
RICO法の三倍損害賠償規定を含めた民事救済規定は、RICO法に基づく刑事訴追の機能を補完し、刑事および民事による司法手続によって、組織犯罪に効果的に対処するという目的の下、設けられたものとされている。しかし、1980年代になると、民事RICO法が問題点として浮上することになる。それは、証券詐欺 (securities fraud)を含めた日常的な詐欺行為 (garden variety fraud) 等の商業上の紛争を訴因とするRICO民事訴訟が連邦裁判所で行われ、また、伝統的に州の管轄とされていた商業上の紛争の問題が、RICO法による訴訟のため、連邦の裁判所に係争され、連邦の負担が急増する事態が発生したほか、一般企業が訴えられた場合、「ラケッティア」の汚名を着せられるなどの風評被害の問題が生じた。

### RICO民事訴訟に関する議論
民事RICO法に関する議論は、RICO法に基づく民事訴訟が、契約不履行や取引上の不法行為などの商業上の紛争を原因とし、RICO法の刑事訴訟において訴追の対象とされない、一般の個人や企業に適用されるケースが増加したことを始まりとする。
議論の争点は、
1. RICO民事訴訟は組織犯罪対策上、有効か否か
2. 日常的な詐欺 (garden variety fraud) 等の商業上の紛争を解決するため、RICO民事訴訟を行った結果、連邦司法府に係争される訴訟が増大した問題

の2点である。 
以下、RICO民事訴訟を批判または肯定する論旨をまとめ、それぞれの立場を明確にするため、「（批判論）」「（擁護論）」の見出しを設けた。なお、本項目の記述は増田生成. 「米国連邦RICO法(2) その制定経過と主要な改正」に依る。

#### 組織犯罪対策の観点から
（批判論）
前述した通り、RICO法における民事救済を規定した目的は、組織犯罪に効果的に対処するために、政府の法執行を補完する形で、組織犯罪を被害を受けた市民による法執行（民事訴訟）の効果を期待したためであった。しかし、「私訴は法が目的とした組織犯罪活動抑止に役立っていない。組織犯罪に対する民事RICO訴訟がほとんどなく、大半は合法事業に対するものである。」
（擁護論）
「私訴の件数が少なくても、組織犯罪取締り上有益で、訴訟が法律の抑止効果を増大させて」いる。また、組織犯罪に対するRICO民事訴訟は、「連邦の訴追や差止訴訟によって組織犯罪が脆弱であることが実証されれば、州政府、公的機関、個人が原告となることが増大するであろう。」

#### 連邦に係争される訴訟の増大について
（批判論）
証券詐欺などの「日常的な詐欺」を含めた取引上の不法行為や契約における債務不履行などの、商業上の紛争解決のために、RICO民事訴訟が利用されている。訴訟の原因である「日常的な詐欺」などの商業上の紛争が、連邦裁判所に係争されることは、「従来州法の分野であったものを連邦化している。又、州法詐欺事件を連邦化したことにより、連邦裁判所の負担が増加した」。
（擁護論）
伝統的に、州法の分野とされている証券詐欺などの「日常的な詐欺」の要件と、民事RICO法が定める「詐欺」の要件は異なっている。そのため、「連邦裁判所に解決を求め得る連邦法はRICO法だけではないので、連邦裁判所の負担過重の議論は誇張されている」。

### 法改正
上述した民事RICO法の問題点に関して、証券取引委員会 (U.S. Securities and Exchange Commission, SEC) は、「証券詐欺 (securities fraud) 」を訴因とする民事訴訟の問題点に注目している。証券取引委員会は、RICO民事訴訟の適用範囲の広範性が原因となり、合法企業における商業上の紛争を解決するために、RICO民事訴訟に基づく三倍損害賠償請求訴訟が行われた結果、1933年証券法が構築した、私益及び公益の均衡を欠く事態が生じつつあると指摘した。
具体的には、証券法における損害賠償は「現実損害 (actual damages) 」に限定されているのに対し、RICO民事訴訟は、現実損害額の「三倍損害 (treble damages) 」を請求できるため、法規範上の抜け道を提供する恐れがあるとした。
実際のRICO法の法改正は、この証券詐欺に基づく訴訟を制約する意図を以って行われた。1995年1月18日、ピート・ドメニチ上院議員を中心として、証券の取引において、詐欺 (fraud) として提訴できる不法行為をRICO法第1962条の違反の証明として用いることができない、と規定した「民事証券訴訟改革法 (Private Securities Litigation Reform Act) 」が上院に提出され、「銀行・住宅・都市委員会」 (United States Sebate Committee on Banking,Housing,and Urban Affairs) への付託、法案修正の後、同案を可決すべきものと報告した。
また、同年6月28日、上院に送付されていた、合衆国法典第18編第96章第1964条(c)項を改正する法案に、前述した法案が挿入され、同法案は可決された。改正法は、第1964条(c)項において、詐欺に関する刑事裁判において被告の有罪判決が確定しない限り、証券詐欺に基づくRICO民事訴訟を提訴することができない、と改めた。